# Наталі Деніз
Наталі Деніз (гаг. Natali Deniz; нар. у с. Котловина Ренійського району Одеської області) — гагаузька співачка з України. Представляла Україну на Тюркобаченні-2014 («Türkvizyon-2014»).

## Життєпис
Співає з дитинства, брала участь у різних конкурсах, зокрема «Дунайські зірочки», «Gagauz sesi-2006» («Голос Гагаузії-2006»), «Budjak sesleri-2013», «Eurofest 2016» (м. Скоп'є), «Фантазії моря-2006» та багатьох інших. У багатьох конкурсах здобувала перемоги та призові місця.
Перемогла на конкурсі краси «Кришталева корона Дунаю — 2007», що проходив у місті Рені.
За основною професією – викладач. Викладає в Одеському національному економічному університеті. Кандидат економічних наук (2016).
У 2022 році виконала українську пісню «Ой у лузі червона калина» гагаузькою мовою.
Виконує пісні переважно гагаузькою мовою, а також українською. Серед пісень — «Sarmaş bana» («Обійми мене»), «Sen varsın bendä» («Ти в мене є»), «Zurnanın avası» («Мелодія зурни»). Співпрацює із Заслуженим артистом Молдови, гагаузьким співаком Петром Петковичем.